# Rincón de la Victoria
Rincón de la Victoria és un municipi d'Andalusia, a la província de Màlaga. Limita al nord amb Totalán i Moclinejo, al nord-est amb Macharaviaya, a l'est amb Vélez-Málaga, al sud amb la mar Mediterrània, i a l'oest amb Màlaga.

## Pedanies
- La Cala del Moral
- Benagalbón
- Torre de Benagalbón

## Història
Les restes arqueològiques trobats en la Cova del Tesoro demostren que aquest lloc va ser poblat des de temps remots. Cap al 50 aC els fenicis es van assentar en la lloma de Benagalbón. Més tard, durant el període romà, es va construir la població fortificada de Bezmiliana. Però és durant l'època andalusí on la ciutat adquireix més notorietat i la categoria de medina, car en el S. XI AL-Idrisi ens parla de les seves dues mesquites, almadraves, etc. i en el s. XIV Yusuf I construeix diverses torres almenares en la franja costanera. Amb l'arribada dels Reis Catòlics es produïx un declivi que contínua fins al s. XVIII, quan Carles III d'Espanya reconstruí aquestes torres almenares i porta a terme la construcció de la Casa-Forta de Bezmiliana.
Rep el nom de Rincón de la Victoria, a causa de les instal·lacions de l'Ordre dels Mínims i el seu convent de la Victòria. En el cim d'una foresta, existeix una muralla d'aproximadament l'any 1000 aC que va poder contenir un poblat, basant-se aquestes hipòtesis en les ruïnes existents.